# Decreto de Ráfia

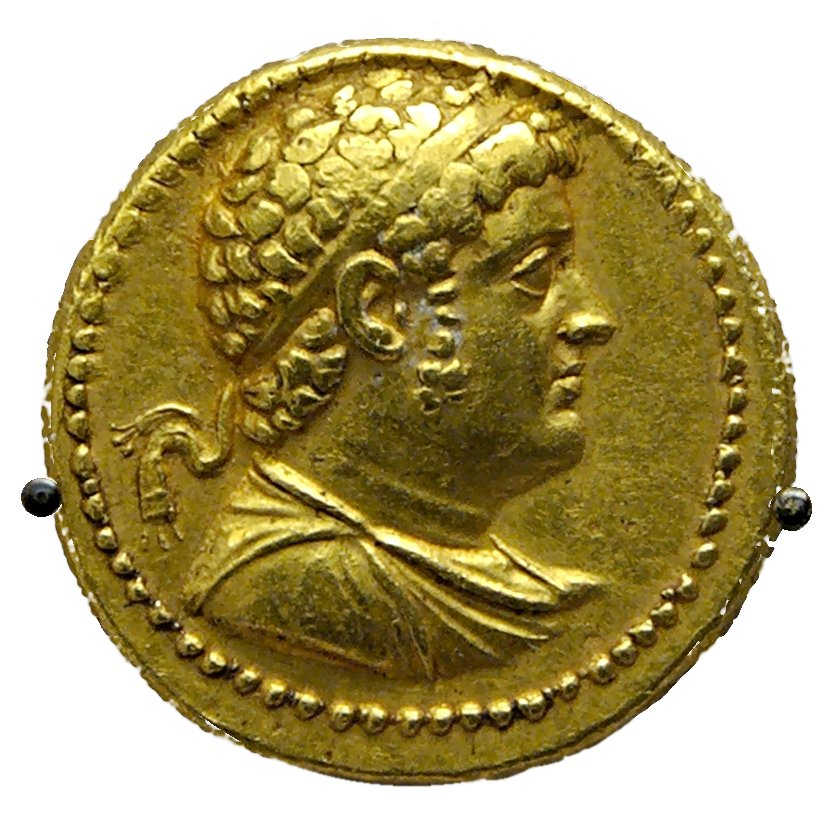
O Decreto de Ráfia foi promulgado durante o reinado do faraó Ptolemeu IV Filópator.

O Decreto de Ráfia é um antigo texto legislativo inscrito em uma estela de pedra, datado do Antigo Egito. Constitui o segundo dos decretos ptolemaicos, e foi emitido por um sínodo de sacerdotes egípcios reunidos em Mênfis durante o reinado de Ptoleomeu IV Filópator da dinastia ptolemaica, que governou o Egito de 305 AEC a 30 AEC, durante o período helenístico. A laje data de 217 AEC e celebra a vitória de Ptolemeu IV na Batalha de Ráfia.
Como o Decreto de Mênfis, presente na Pedra de Roseta, este decreto foi registrado em três sistemas de escrita. É bilíngüe, na antiga língua egípcia e grega, e escrito em hieróglifos egípcios, egípcio demótico e grego. Uma cópia parcial sua foi encontrada na laje conhecida como Estela de Mênfis, e uma cópia quase completa foi encontrada na Estela Pithom II.